# Mary Dees
Mary Dees   (Syracuse, 3 de juny de 1911 - Lake Worth, 4 d'agost de 2005) va ser una actriu de teatre i cinema estatunidenca que va fer de doble principal per a l'actriu Jean Harlow.

## Biografia i carrera professional
Nascuda a Syracuse, Nova York, el 3 de juny de 1911, era filla d'un advocat d'èxit. Dees es va criar durant un temps a Tuscaloosa, Alabama. Va treballar durant un curt període com a mecanògrafa abans de traslladar-se a Hollywood el 1932. Va ser nomenada Miss Amèrica a Hollywood el 1932, un assoliment que va portar el director Jack Conway a donar-li un petit paper a Red Headed Woman. Aquella pel·lícula va ser protagonitzada per Jean Harlow, que es va fer amiga de Dees. Harlow va aconsellar a la nouvinguda que estudiés dansa, la va ajudar a comprar "la roba adequada" i va ajudar a pagar vestits nous.
Dees era ballarina  quan, el 1937, després de la mort sobtada de Harlow, va ser escollida pel cap de la Metro-Goldwyn-Mayer (MGM), Louis B. Mayer, com a substituta de quatre minuts de l'estrella, que actuava al costat de Clark Gable a la pel·lícula Saratoga, llavors encara en producció.
Dees va tenir papers a The Last Gangster (1937), The Women (1939), així com en diversos curtmetratges dels Three Stooges, com ara Hoi Polloi (1935), i nombroses comèdies dels  germans Marx.

### Carrera posterior
Dees va aparèixer en el seu darrer paper cinematogràfic el 1946, a la pel·lícula dels germans Marx Una nit en Casablanca. Va continuar actuant a escenaris de teatre fins al 1985.

## Mort
Dees va morir el 4 d'agost de 2005 a Lake Worth, Florida, a 94 anys, després d'una llarga malaltia.

## Filmografia
| Any  | Títol                  | Rol                 | Notes                                             |
| ---- | ---------------------- | ------------------- | ------------------------------------------------- |
| 1931 | Flying High            | Noia del cor        | Sense crèdits                                     |
| 1933 | Sopar a les vuit       | Paper menor         | Sense crèdits                                     |
| 1933 | Desfilada de llums     | Noia del cor        | Sense crèdits                                     |
| 1934 | Let's Talk it          | Dona a la platja    | Sense crèdits                                     |
| 1934 | The Man with Two Faces | Aficionat al teatre | Sense crèdits                                     |
| 1934 | Kid Millions           | Paulette            | Sense crèdits                                     |
| 1935 | Gold Diggers of 1935   | Noia del cor        | Sense crèdits                                     |
| 1935 | Redheads on Parade     | Pèl-roja            | Sense crèdits                                     |
| 1935 | Two-Fisted             | Paper menor         | Sense crèdits                                     |
| 1936 | Tot s'hi val           | Noia del cor        | Sense crèdits                                     |
| 1936 | Nascut per ballar      | Corina              | Sense crèdits                                     |
| 1937 | Saratoga               | Carol Clayton       | (després de la mort de Jean Harlow) Sense crèdits |
| 1937 | Bad Guy                | Noia                | Sense crèdits                                     |
| 1937 | The Last Gangster      | Virginia Bauche     | Sense crèdits                                     |
| 1938 | The Shopworn Angel     | Nena #1             | Sense crèdits                                     |
| 1939 | Les dones              | Noia                | Sense crèdits                                     |
| 1946 | Una nit a Casablanca   | Paper menor         | Sense crèdits, (últim paper cinematogràfic)       |